# Санто-Доминго-де-Силос (Колумбия)
Санто-Доминго-де-Силос (исп. Santo Domingo de Silos) — небольшой город и муниципалитет в северо-восточной части Колумбии, на территории департамента Северный Сантандер. Входит в состав Юго-Западного субрегиона.

## История
Поселение, из которого позднее вырос город, было основано 13 июля 1531 года Амброзиусом Эингером.

## Географическое положение

Муниципалитет Санто-Доминго-де-Силос

Город расположен в юго-западной части департамента, в горной местности Восточной Кордильеры, на расстоянии приблизительно 78 километров к юго-западу от города Кукута, административного центра департамента. Абсолютная высота — 2730 метров над уровнем моря.
Муниципалитет Санто-Доминго-де-Силос граничит на севере с территорией муниципалитета Мутискуа, на северо-востоке — с муниципалитетом Какота, на востоке — с муниципалитетом Читага, на юге и западе — с территорией департамента Сантандер. Площадь муниципалитета составляет 381,96 км².

## Население
По данным Национального административного департамента статистики Колумбии, совокупная численность населения города и муниципалитета в 2015 году составляла 4445 человек.
Динамика численности населения муниципалитета по годам:
| 2005 | 2006 | 2007 | 2008 | 2009 | 2010 | 2011 | 2012 | 2013 | 2014 | 2015 |
| ---- | ---- | ---- | ---- | ---- | ---- | ---- | ---- | ---- | ---- | ---- |
| 5284 | 5216 | 5129 | 5034 | 4949 | 4871 | 4776 | 4706 | 4615 | 4537 | 4445 |

Согласно данным переписи 2005 года мужчины составляли 52,6 % от населения Санто-Доминго-де-Силоса, женщины — соответственно 47,4 %. В расовом отношении белые и метисы составляли 99,9 % от населения города; негры, мулаты и райсальцы — 0,1 %.
Уровень грамотности среди всего населения составлял 88,1 %.

## Экономика
79,3 % от общего числа городских и муниципальных предприятий составляют предприятия торговой сферы, 19,7 % — предприятия сферы обслуживания, 0,9 % — промышленные предприятия, 0,1 % — предприятия иных отраслей экономики.